# Krzysztof Marzec
Krzysztof Marzec – polski muzyk, gitarzysta, kompozytor, aranżer, producent muzyczny.

## Życiorys
Ukończył II Liceum Ogólnokształcące im. Stefana Batorego w Warszawie (1974). Z wykształcenia prawnik. W latach 1982–1985 grał na gitarze i śpiewał w grupie ZOO. Współtwórca audycji dla dzieci pt. Tik-Tak, kompozytor i aranżer piosenek do Ciuchci, Budzika, Jedyneczki, Domisiów i Misia i Margolci. W latach 1986–1999 był odtwórcą roli Pana Tik-Taka (Krzysia) w programie telewizyjnym Tik-Tak. Jest autorem muzyki do większości piosenek dziecięcego zespołu Fasolki, pisał też dla L.O.27 i Sweet Joy. Od 2012 gra na gitarze w zespole The Plants. W 2018 roku został uhonorowany Złotą ŻyRafką na Interdyscyplinarnym Festiwalu Sztuk Miasto Gwiazd 2018.

## Muzyka filmowa
Źródło: FilmPolski.pl
- Czarodziej z Harlemu (1988)
- W labiryncie (1988)
- Dwa koty i pies (1991)
- Mordziaki (1993)
- Historia jednego dnia z epilogiem (1993)
- 2 koty + 1 pies (1993)
- Kochaj mnie, kochaj! (1996)
- Kulfon, co z ciebie wyrośnie? (1996–1997)
- Bardzo przygodowe podróże Kulfona (1997–1999)
- Klan (1997–2022)